# Gianna Beretta Molla
Gianna Beretta, coniugata Molla (Magenta, 4 ottobre 1922 – Ponte Nuovo, 28 aprile 1962), è stata una pediatra italiana, venerata come santa dalla Chiesa cattolica.
Incinta con un tumore all'utero, preferì morire anziché accettare cure che avrebbero arrecato danno al feto. Fu canonizzata nel 2004 da papa Giovanni Paolo II. Riposa nella cappella della Famiglia Molla al cimitero di Mesero.

## Biografia

### La famiglia

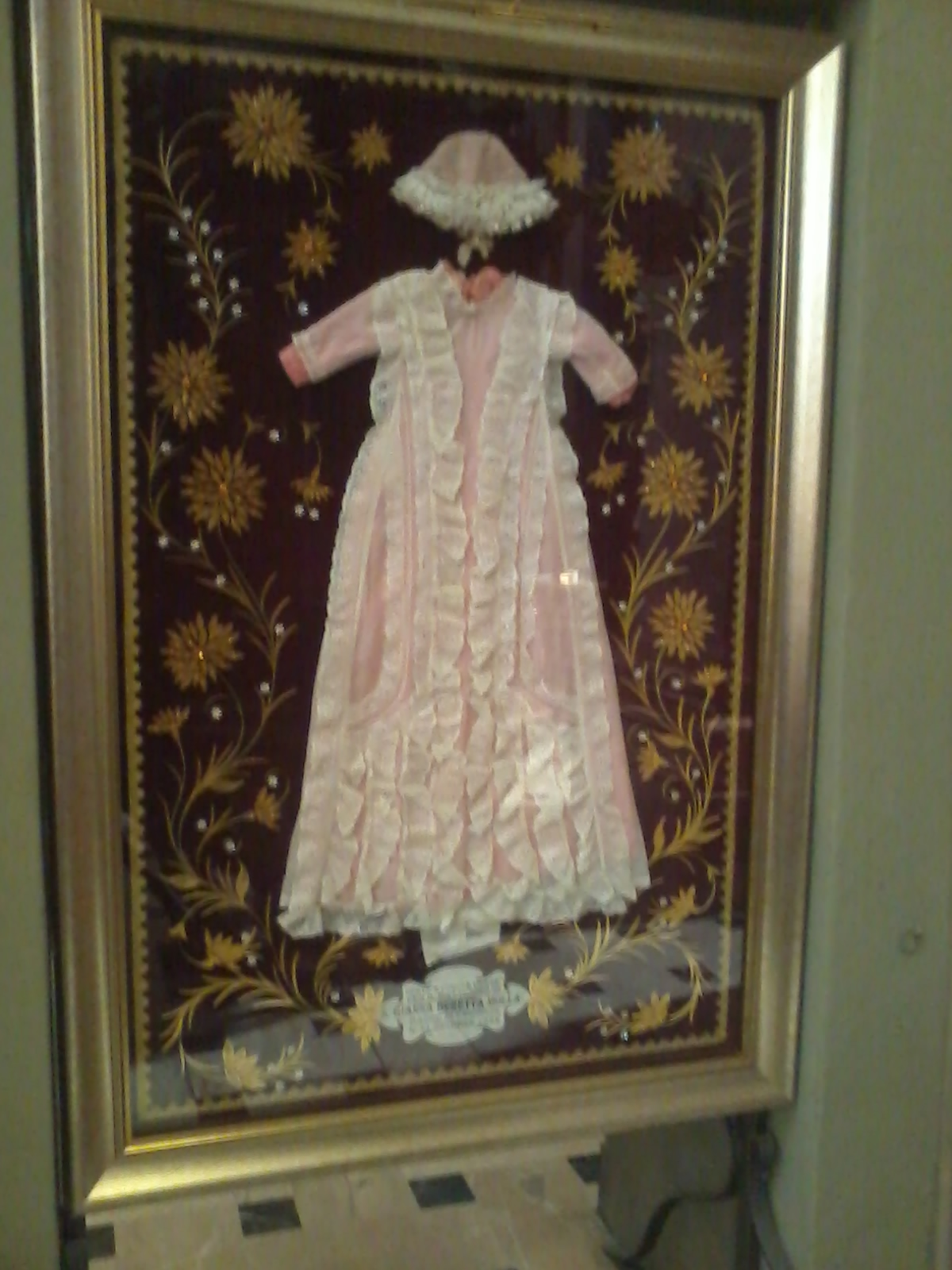
Veste del battesimo di santa Gianna Beretta Molla, conservata presso la basilica di San Martino (Magenta), dove ricevette il primo sacramento cristiano

Gianna nacque a Magenta il 4 ottobre 1922, da Alberto Beretta e Maria de Micheli, entrambi cristiani praticanti e terziari francescani. La famiglia era di origini veneziane e dal Seicento si era stabilita a Magenta, non lontano dall'allora chiesa parrocchiale, nella contrada di San Martino (odierna via Roma) dove si era ben presto radicata, dando alla città addirittura un parroco, don Giovanni Battista Beretta, sette altri presbiteri e diversi notai. Lo zio di Gianna, monsignor Giuseppe Beretta, fu pure presbitero e prevosto in una chiesa di Milano.
Era la decima dei tredici figli (otto sopravvissuti) dei suoi genitori, di cui tre abbracciarono in seguito la vita religiosa: Enrico, medico missionario cappuccino (in religione Alberto, oggi proclamato Servo di Dio); Giuseppe, presbitero ingegnere nella diocesi di Bergamo e poi monsignore; Virginia, medico e religiosa canossiana.
Gianna venne battezzata il giorno stesso della sua nascita presso la basilica di San Martino di Magenta.

### La giovinezza
Fin dalla prima giovinezza visse profondamente la religione cattolica, secondo l'educazione ricevuta dai genitori. Ricevette la prima comunione a cinque anni e mezzo, il 4 aprile 1928. Il 9 giugno 1930 fu cresimata nel duomo di Bergamo da mons. Luigi Maria Marelli.
Visse a Milano fino ai 18 anni. Lì frequentò la Chiesa dei Padri Cappuccini in corso Monforte. Nel 1925, dopo la morte di alcuni fratelli a causa dell'influenza detta spagnola, si trasferì a Bergamo.
Nel gennaio 1937 morì la sorella Amalia e la famiglia andò ad abitare a Genova, nel quartiere di Quinto al Mare. Qui Gianna si iscrisse alla V ginnasio presso l'Istituto delle Suore Dorotee. In questo periodo partecipò alla vita della parrocchia di S. Pietro, di cui era arciprete don Mario Righetti, il quale ebbe una parte significativa nella sua formazione spirituale.
Finita la quinta ginnasiale, i genitori di Gianna decisero di farle sospendere le scuole per un anno perché rinforzasse la sua debole costituzione fisica. Nell'ottobre 1941, la famiglia, a causa dei bombardamenti, ritornò a Bergamo, nella casa dei nonni materni. Fu qui che Gianna, nell'anno della maturità classica, perse entrambi i genitori, a poco più di quattro mesi di distanza l'una dall'altro.

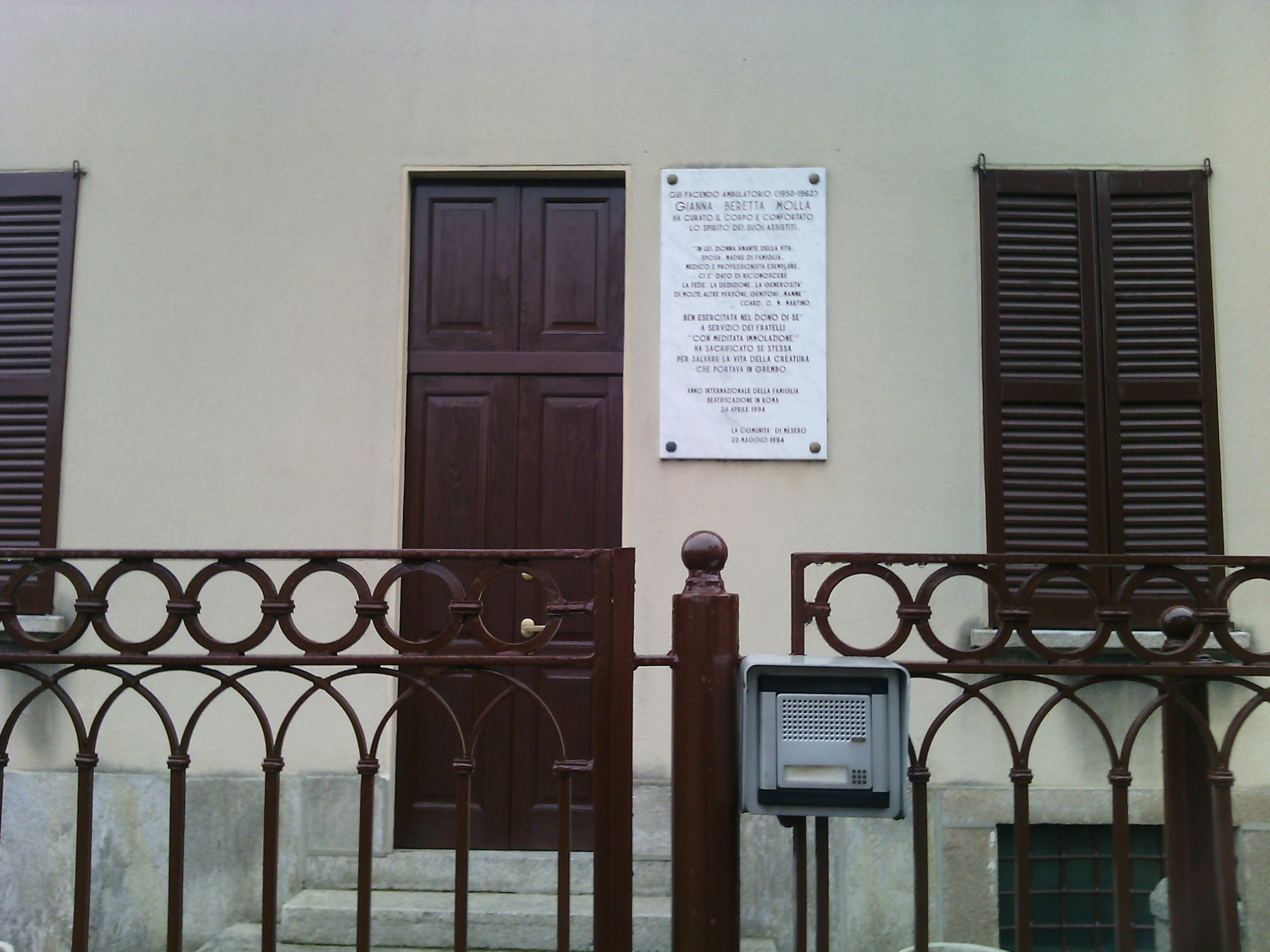
L'ingresso dell'ambulatorio medico aperto da santa Gianna Beretta Molla a Mesero (MI) dove per diversi anni esercitò la professione di medico pediatra

Nell'ottobre 1942 Gianna ritornò a Magenta e si iscrisse e frequentò la facoltà di medicina e chirurgia, prima a Milano e poi a Pavia, dove si laureò il 30 novembre 1949. Anche in questi anni dell'università partecipava ogni giorno alla celebrazione eucaristica, faceva la visita al Santissimo Sacramento e recitava il Rosario.
A Magenta si inserì nella vita della comunità parrocchiale di san Martino, collaborando alle attività dell'Oratorio delle Madri Canossiane. Si impegnò, inoltre, nell'Azione Cattolica e nelle conferenze delle Dame di San Vincenzo.
Dopo la laurea, Gianna aprì uno studio medico a Mesero. Si specializzò in pediatria a Milano il 7 luglio 1952. La professione per lei è una missione, come ci ricorda in queste poche righe: "Tutti nel mondo lavoriamo in qualche modo a servizio degli uomini. Noi direttamente lavoriamo sull'uomo.
Il nostro oggetto di scienza e lavoro è l'uomo che dinanzi a noi ci dice di se stesso, e ci dice "aiutami" e aspetta da noi la pienezza della sua esistenza. Noi abbiamo delle occasioni che il sacerdote non ha. La nostra missione non è finita quando le medicine più non servono. C'è l'anima da portare a Dio e la nostra parola avrebbe autorità. Questi medici cattolici, quanto sono necessari!"
Mentre compiva la sua attività professionale, accrebbe il suo impegno nell'Azione Cattolica, divenendo educatrice delle "giovanissime".
Era amante della musica, della pittura, dell'alpinismo.

### La vita adulta e la morte

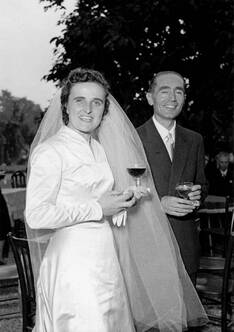
Matrimonio tra Gianna e Pietro Molla

Il 24 settembre 1955 sposò, presso la basilica di San Martino a Magenta, l'ing. Pietro Molla di Mesero, dirigente alla "S.A.F.F.A.", la fabbrica di fiammiferi di Magenta, conosciuto pochi anni prima. Nella frazione di Pontenuovo, dal 1956, svolse il compito di responsabile del Consultorio delle mamme e dell'asilo nido facenti capo all'Opera Nazionale Maternità e Infanzia, e prestò assistenza medica volontaria nelle scuole materna ed elementare di stato.
Fu mamma di tre bambini: il 19 novembre 1956 nacque Pierluigi, l'11 dicembre 1957 Maria Rita (detta Mariolina) e il 15 luglio 1959 Laura.
Nel 1961, verso il termine del secondo mese di una nuova gravidanza, Gianna fu colpita da un fibroma all'utero, considerato un tumore benigno. Prima dell'intervento operatorio di asportazione del fibroma, pur rimanendo consapevole dei rischi e dei danni che sarebbero potuti insorgere durante la gravidanza, chiese al chirurgo di salvare la vita che portava in grembo, anche a scapito della sua, affidandosi alla preghiera e alla Provvidenza.
Il 21 aprile 1962, presso l'ospedale di Monza, partorì via cesareo, Emanuela Gianna ma, dopo qualche ora dal parto, le condizioni generali della madre si aggravarono (febbre sempre più elevata, sofferenze addominali atroci causate da una peritonite settica) e, nonostante le cure praticate, le sue condizioni peggiorarono di giorno in giorno.
Il 28 aprile 1962 fu riportata nella sua casa di Pontenuovo di Magenta, dove morì quello stesso giorno a soli 39 anni. È sepolta nella cappella della famiglia Molla nel comune di Mesero.

## Il culto

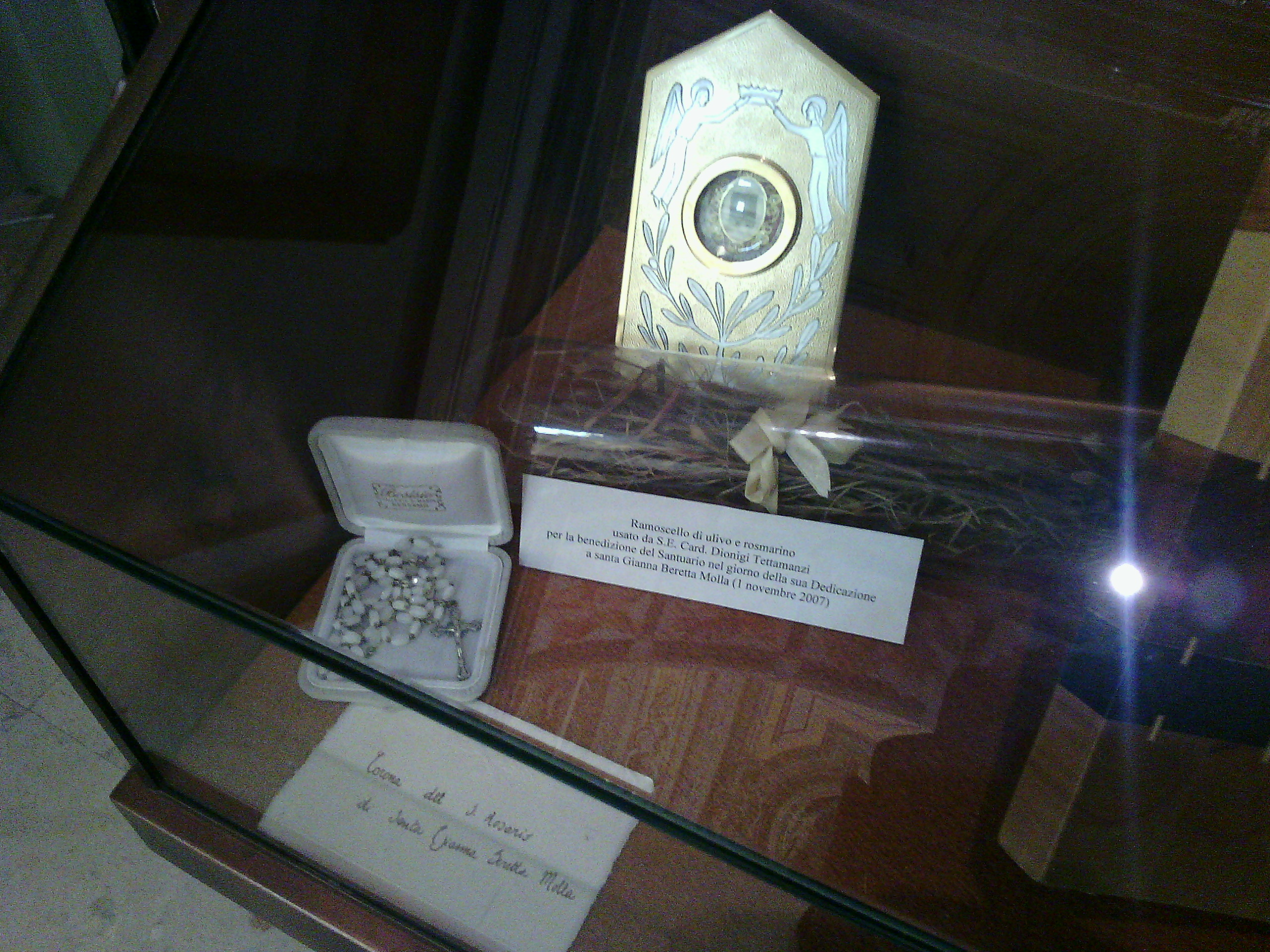
Reliquie e oggetti personali di santa Gianna Beretta Molla conservati presso il suo santuario a Mesero (MI)

Il 6 novembre 1972 l'arcivescovo di Milano, il cardinale Giovanni Colombo, promosse la causa di beatificazione della serva di Dio Gianna Beretta Molla. Il 6 luglio 1991, papa Giovanni Paolo II la rese venerabile.
Il 24 aprile 1994, in piazza San Pietro, Gianna fu proclamata beata come "madre di famiglia" dal Papa. Iniziò quindi il processo di canonizzazione con il susseguirsi di notizie circa fatti ritenuti prodigiosi grazie alla sua intercessione.
Il processo è terminato ufficialmente nel febbraio del 2004 e il 16 maggio 2004, papa Giovanni Paolo II, in piazza San Pietro a Roma, ha proclamato Gianna santa.
La sua memoria liturgica è il 28 aprile.

### Il miracolo per la canonizzazione
In generale, ai fini della canonizzazione, la Chiesa cattolica ritiene necessario un secondo miracolo, dopo quello richiesto per la beatificazione: nel caso di Gianna Beretta Molla, ha ritenuto miracolosa la vicenda di Gianna Maria Arcolino Comparini. La madre, Elisabete Comparini Arcolino, una brasiliana di 34 anni, madre di tre figli, era giunta alla quarta gravidanza, nel novembre 1999. Dopo un inizio già difficile, l'11 febbraio 2000 si verificò un evento drammatico: alla sedicesima settimana di gestazione si ruppero le membrane, con la conseguente perdita totale del liquido amniotico.
I medici consideravano indispensabile l'interruzione della gravidanza, per il grave rischio di infezione cui erano esposti sia la madre che la bambina, ma Elisabete non accettò - dopo essersi consultata con il marito, Carlo Cesar, e anche con il vescovo diocesano, monsignor Diogenes Silva Matthes - e convinse la ginecologa, Nadia Bicego Vieitez de Almeida, ad aspettare.
Monsignor Diogenes, quando somministrò l'Unzione degli infermi a Elisabete, le portò una biografia di Gianna Beretta Molla, e la gestante rispose che avrebbe chiamato Gianna la nascitura. Intanto l'intera comunità della parrocchia di San Sebastiano, cui Elisabete apparteneva, pregava per ottenere l'intercessione dell'allora beata Gianna Beretta Molla, sotto la guida del parroco, padre Ovidio José Alves de Andrade.
Contrariamente alle previsioni mediche, la piccola Gianna Maria sopravvisse, e il 31 maggio 2000, alla trentaduesima settimana, venne alla luce con parto cesareo. Pesava 1800 grammi e, in seguito, presentò un normale sviluppo psicofisico.
La Consulta Medica della Congregazione per le Cause dei Santi, nella seduta del 10 aprile 2003, concluse: "Guarigione rapida, completa e duratura; inspiegabile la modalità dell'evoluzione favorevole della gestazione dopo la sedicesima settimana."
Il decreto sul miracolo è stato promulgato il 20 dicembre 2003, alla presenza di Giovanni Paolo II, che ha canonizzato Gianna Beretta Molla il 16 maggio 2004.

### L'eredità

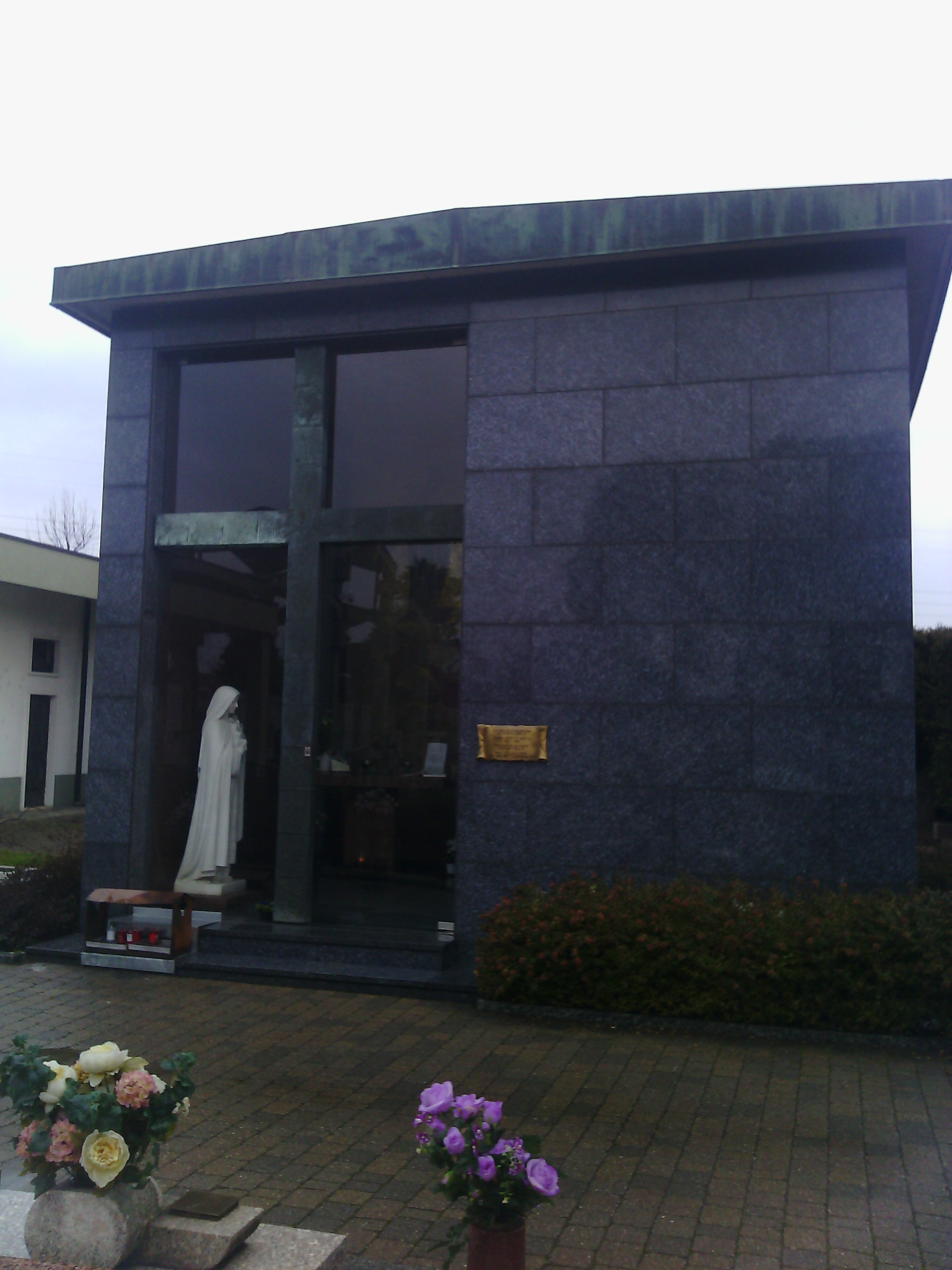
La tomba di santa Gianna Beretta Molla nel cimitero di Mesero (MI), ancora oggi meta di pellegrinaggi

La venerazione di santa Gianna Beretta è molto forte in tutto il magentino e nella stessa Magenta si è costituita l'associazione "Amici di Santa Gianna Beretta Molla" che promuove il culto e lo studio della vita della santa.
La sua tomba, sita in Mesero, è ancora oggi meta di pellegrinaggi e a lei è stato dedicato il "Santuario diocesano della famiglia e centro di spiritualità nella città - Santa Gianna Beretta Molla".
Altri luoghi di venerazione legati alla santa si trovano a Pontenuovo di Magenta, nella casa dove visse assieme al marito e nella piccola chiesa locale della Madonna del Buon Consiglio ove era solita ritirarsi in preghiera.
A Magenta si trova ancora oggi la casa natale della famiglia Beretta, non distante dalla Basilica Minore di San Martino.
Il marito, Pietro Molla, è morto il 3 aprile 2010 di Sabato Santo, all'età di 98 anni ed è sepolto nella cappella di Famiglia a Mesero. Caso unico nella storia della Chiesa, nel 2004 aveva assistito alla canonizzazione della moglie.